# El Dorado Hills
El Dorado Hills és una concentració de població designada pel cens dels Estats Units a l'estat de Califòrnia. Segons el cens del 2000 tenia 18.016 habitants.

## Demografia
Segons el cens del 2000, El Dorado Hills tenia 18.016 habitants, 5.896 habitatges, i 5.206 famílies. La densitat de població era de 388,6 habitants/km².
Per edats la població es repartia de la següent manera: un 33,2% tenia menys de 18 anys, un 4,5% entre 18 i 24, un 29,4% entre 25 i 44, un 25,6% de 45 a 60 i un 7,3% 65 anys o més.
L'edat mitjana era de 38 anys. Per cada 100 dones de 18 o més anys hi havia 96 homes.
La renda mitjana per habitatge era de 93.483 $ i la renda mitjana per família de 97.711 $. Els homes tenien una renda mitjana de 75.369 $ mentre que les dones 45.978 $. La renda per capita de la població era de 40.239 $. Entorn de l'1,5% de les famílies estaven per davall del llindar de pobresa.

## Poblacions més properes
El següent diagrama mostra les poblacions més properes.